# Урусов, Владимир Михайлович
Князь Влади́мир Миха́йлович Уру́сов (23 мая 1857—1922, Париж) — русский общественный и государственный деятель, член Государственного совета по выборам.

## Биография
Православный. Из потомственных дворян Московской губернии. Землевладелец Нижегородской, Тульской, Орловской и Смоленской губерний (900, 260, 380 и 1000 десятин).
Сын сенатора князя Михаила Александровича Урусова и Екатерины Петровны Энгельгардт.
В 1878 году окончил Александровский лицей с чином IX класса и поступил на службу во II отделение Собственной Его Величества Канцелярии, где занимал должности младшего чиновника и помощника старшего чиновника. В 1880 году был командирован в распоряжение сенатора Половцова, назначенного для производства общей ревизии в Киевской и Черниговской губерниях. Прослужил в канцелярии до 1890 года.
Занимался общественной деятельностью в Смоленской губернии: избирался почетным мировым судьей Дорогобужского уезда (1883—1917), Дорогобужским уездным (1890—1902) и Смоленским губернским (1902—1917) предводителем дворянства. Состоял председателем попечительского совета Дорогобужской женской гимназии (1892—1917). Кроме того, состоял членом Общества возрождения художественной Руси по разряду словесности и членом Императорского Православного Палестинского общества.
В 1891 году по предложению князя в Дорогобужском уезде была устроена сеть передвижных, а в 1902 — стационарных народных библиотек. В 1897 году опубликовал и вынес на обсуждение уездного земства «Исследование настоящего положения школьного дела в Дорогобужском уезде и проект плана дальнейшего его развития». План предполагал создание 4-вёрстной школьной сети, обеспечивавшей общедоступность начального образования для населения. В дальнейшем школьное дело в уезде развивалось на основании этого доклада. В 1892 по его инициативе в уезде были учреждены Сельскохозяйственный Совет и земская агрономическая организация, занимавшиеся распространением агрономических знаний и улучшенных орудий, а также повышением культуры земледелия среди крестьянства.
В октябре 1909 года был избран дворянством в члены Государственного Совета. Примкнул к группе правых, участвовал в работе постоянной финансовой комиссии и многих особых комиссий по законопроектам. В 1912 году был пожалован в гофмейстеры.
После Октябрьской революции эмигрировал во Францию, жил в Париже.
Умер в 1922 году. Могильная плита с именем Князь Владимир Михайлович Урусовь находится в г. Ментон.

## Поместье
Родовое поместье князя Урусова располагалось в селе Овиновщина. Там еженедельно проводились базары, были открыты народная чайная с библиотекой-читальней и земское училище.

## Семья
Жена — княгиня Мария Сергеевна Урусова (1874—1910).

## Награды
- Орден Святой Анны 2-й степени (1895)
- Орден Святого Владимира 4-й степени (1901)
- Орден Святого Владимира 3-й степени (1907)
- Орден Святого Станислава 1-й степени (1908)
- Орден Святой Анны 1-й степени (1912)

- Медаль «В память царствования императора Александра III»
- Медаль «В память коронации Императора Николая II»
- Медаль «За труды по первой всеобщей переписи населения» (1897)
- Медаль «В память 300-летия царствования дома Романовых» (1913)